# Довер-Бічес-Саут (Нью-Джерсі)
Довер-Бічес-Саут (англ. Dover Beaches South) — переписна місцевість (CDP) в США, в окрузі Оушен штату Нью-Джерсі. Населення — 1331 особа (2020).

## Географія
Довер-Бічес-Саут розташований за координатами 39°57′19″ пн. ш. 74°4′47″ зх. д. / 39.95528° пн. ш. 74.07972° зх. д. (39.955143, -74.079610).  За даними Бюро перепису населення США в 2010 році переписна місцевість мала площу 2,67 км², з яких 1,60 км² — суходіл та 1,06 км² — водойми.

### Клімат
| Клімат : Довер-Бічес-Саут | Клімат : Довер-Бічес-Саут | Клімат : Довер-Бічес-Саут | Клімат : Довер-Бічес-Саут | Клімат : Довер-Бічес-Саут | Клімат : Довер-Бічес-Саут | Клімат : Довер-Бічес-Саут | Клімат : Довер-Бічес-Саут | Клімат : Довер-Бічес-Саут | Клімат : Довер-Бічес-Саут | Клімат : Довер-Бічес-Саут | Клімат : Довер-Бічес-Саут | Клімат : Довер-Бічес-Саут | Клімат : Довер-Бічес-Саут |
| Показник                  | Січ.                      | Лют.                      | Бер.                      | Квіт.                     | Трав.                     | Черв.                     | Лип.                      | Серп.                     | Вер.                      | Жовт.                     | Лист.                     | Груд.                     | Рік                       |
| Середній максимум, °C     | 4,7                       | 6,1                       | 9,8                       | 15,1                      | 20,6                      | 25,7                      | 28,6                      | 27,9                      | 24,6                      | 18,7                      | 13,0                      | 7,5                       | 16,9                      |
| Середня температура, °C   | 0,4                       | 1,6                       | 5,1                       | 10,3                      | 15,7                      | 20,9                      | 23,9                      | 23,3                      | 19,8                      | 13,6                      | 8,4                       | 3,1                       | 12,2                      |
| Середній мінімум, °C      | −3,8                      | −2,9                      | 0,4                       | 5,4                       | 10,8                      | 16,2                      | 19,3                      | 18,7                      | 14,9                      | 8,4                       | 3,8                       | −1,3                      | 7,6                       |
| Норма опадів, мм          | 93                        | 78                        | 108                       | 99                        | 90                        | 93                        | 115                       | 115                       | 90                        | 95                        | 97                        | 100                       | 1171                      |
| Вологість повітря, %      | 65.2                      | 62.8                      | 61.1                      | 62.3                      | 65.5                      | 70.3                      | 69.6                      | 71.5                      | 70.6                      | 69.6                      | 68.3                      | 66.4                      | 67.0                      |
| ------------------------- | ------------------------- | ------------------------- | ------------------------- | ------------------------- | ------------------------- | ------------------------- | ------------------------- | ------------------------- | ------------------------- | ------------------------- | ------------------------- | ------------------------- | ------------------------- |
| Джерело: PRISM            |                           |                           |                           |                           |                           |                           |                           |                           |                           |                           |                           |                           |                           |

## Демографія
Згідно з переписом 2010 року, у переписній місцевості мешкало 1209 осіб у 664 домогосподарствах у складі 330 родин. Густота населення становила 454 особи/км².  Було 2658 помешкань (997/км²).
Расовий склад населення:
| - 95,9 % — білих - 0,2 % — чорних або афроамериканців - 0,2 % — азіатів - 1,9 % — осіб інших рас |

До двох чи більше рас належало 1,8 %. Частка іспаномовних становила 5,9 % від усіх жителів.
За віковим діапазоном населення розподілялося таким чином: 9,4 % — особи молодші 18 років, 57,8 % — особи у віці 18—64 років, 32,8 % — особи у віці 65 років та старші. Медіана віку мешканця становила 56,3 року. На 100 осіб жіночої статі у переписній місцевості припадало 92,2 чоловіків;  на 100 жінок у віці від 18 років та старших — 91,4 чоловіків також старших 18 років.
Середній дохід на одне домашнє господарство  становив 78 950 доларів США (медіана — 61 346), а середній дохід на одну сім'ю — 92 936 доларів (медіана — 70 250). Медіана доходів становила 91 500 доларів для чоловіків та 61 250 доларів для жінок. За межею бідності перебувало 10,0 % осіб, у тому числі 0,0 % дітей у віці до 18 років та 13,3 % осіб у віці 65 років та старших.
Цивільне працевлаштоване населення становило 496 осіб. Основні галузі зайнятості: освіта, охорона здоров'я та соціальна допомога — 22,4 %, фінанси, страхування та нерухомість — 21,4 %, публічна адміністрація — 10,9 %, науковці, спеціалісти, менеджери — 10,3 %.